# Kręgosłup diabła
Kręgosłup diabła (hiszp. El espinazo del diablo) – hiszpańsko-meksykański thriller / horror z 2001 w reżyserii Guillermo del Toro.

## Obsada
- Marisa Paredes jako Carmen
- Eduardo Noriega jako Jacinto
- Federico Luppi jako Dr Casares
- Fernando Tielve jako Carlos
- Martín Hernández jako jeden z wychowanków sierocińca
- Víctor Elías jako jeden z wychowanków sierocińca
- Berta Ojea jako Alma

## Fabuła
Hiszpania, koniec lat 30. XX wieku. Kraj objęty jest wojną domową. 12-letni Carlos trafia do sierocińca Santa Lucía, który prowadzą wspierający republikanów nauczyciele, Carmen i doktor Casares. Obiekt położony jest na bezludziu, a stary budynek skrywa wiele mrocznych tajemnic. Już pierwszej nocy chłopiec uświadamia sobie, iż nie jest to zwykły sierociniec. Tuż po przybyciu, Carlosowi ukazuje się duch małego chłopca. Podejrzewa on, że to Santi, jeden z wychowanków sierocińca, który zniknął w niewyjaśnionych okolicznościach.